# مسجد كامبريدج
مسجد كامبريدج المركزي  هو أول مسجد صديق للبيئة في أوروبا وأول مسجد بني لهذا الغرض في مدينة كامبريدج بإنجلترا. ويتمثل مهمته في تلبية احتياجات المجتمع المسلم في المملكة المتحدة وخارجها من خلال تسهيل العبادة، وتنمية المجتمع، والتماسك الاجتماعي والحوار بين الأديان. تم افتتاح مسجد كامبريدج المركزي للجمهور في 24 أبريل 2019. 

## معلومات اساسية

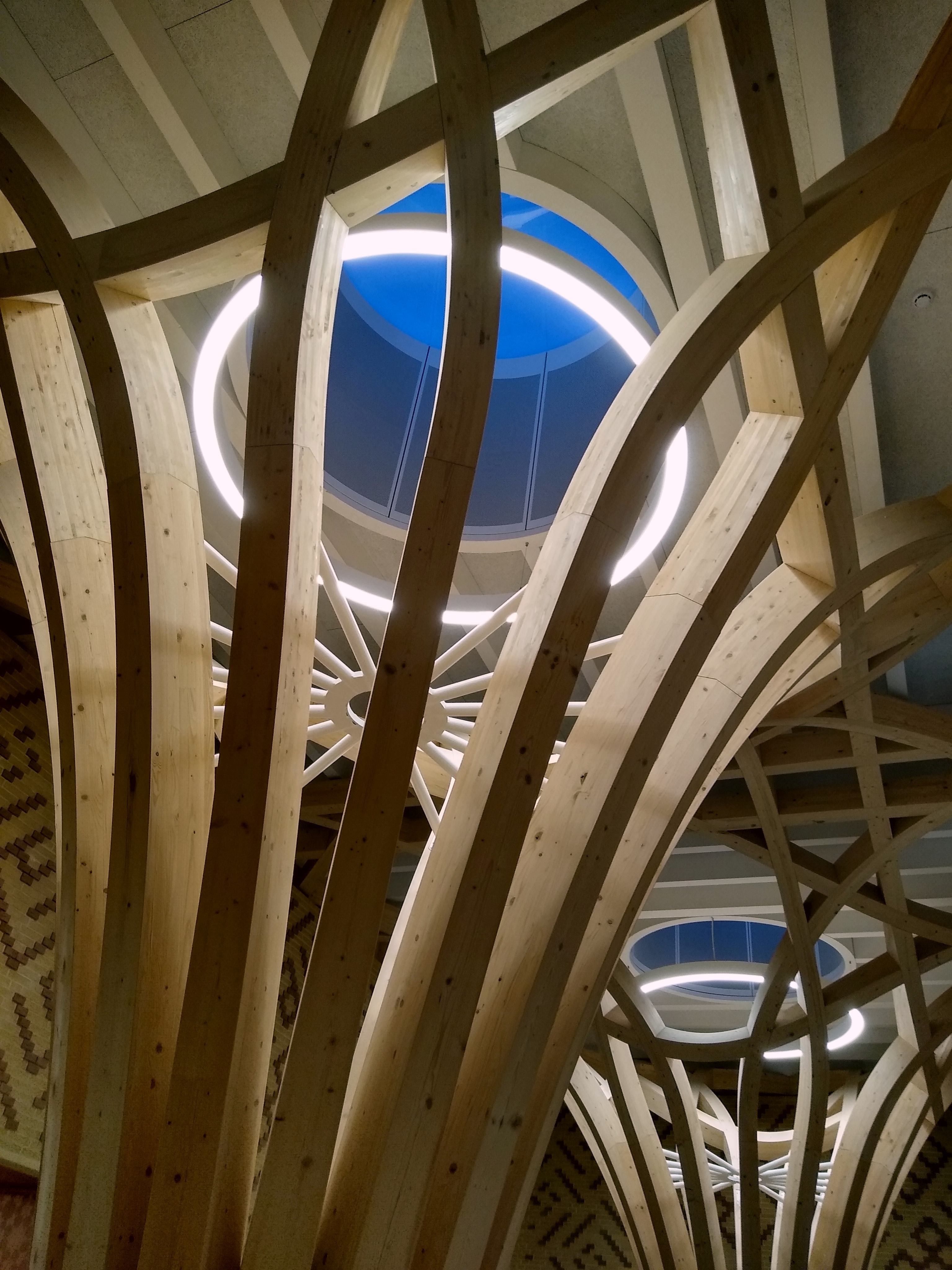
العمود والسقف

اقترح الجمعية الأكاديمية الإسلامية (MAT) موقعا للمسجد في منطقة رومزي في شارع ميل في كامبريدج. بعد ذلك، تم إنشاء مشروع مسجد كامبردج في عام 2008 من قبل الشيخ الدكتور تيموثي وينتر ، وهو محاضر في الدراسات الإسلامية في جامعة كامبريدج ، لجمع الأموال للمشروع.  
بعد شراء 4 ملايين جنيه استرليني لموقع واحد فدان في عام 2009 على طريق ميل، تم تعيين ماركس بارفيلد المعماريين لتصميم المسجد الجديد بالتعاون مع البروفيسور كيث كريتشلو ، الخبير الرائد في العمارة المقدسة والهندسة الإسلامية مع المملكة المتحدة الإسلامية الرائدة. مصممة الحدائق إيما كلارك.  تشتهر ماركس بارفيلد المعماريين بتصميمات مبتكرة مثل عين لندن على سبيل المثال. تم تقديم خطط المسجد إلى مجلس مدينة كامبريدج من قبل الجمعية الأكاديمية الإسلامية (MAT) وتمت الموافقة عليها من قبل المجلس في عام 2012.  لكن المشروع كان مثيرا للجدل وقوبل بالاعتراضات.    
مع تركيزه على الاستدامة والاعتماد الكبير على الطاقة الخضراء، هو أول مسجد بيئي في أوروبا.  بالإضافة إلى مناطق المسجد المخصصة (الوضوء، التدريس، منطقة الأطفال، المشرحة) سيكون هناك مقهى، منطقة تدريس وغرف اجتماعات للاستخدام من قبل المجتمعات المسلمة وغير المسلمة المحلية وستستوعب ما يصل إلى 1000 مصلي. 
دعم المانحون من أوروبا والشرق الأوسط وآسيا والأمريكتين المشروع، ولكن معظم التبرعات جاءت من تركيا .  بدأ البناء في سبتمبر 2016 ، واكتمل في مارس 2019 ، وافتتح المسجد للجمهور في 24 أبريل 2019.  

## صالة عرض

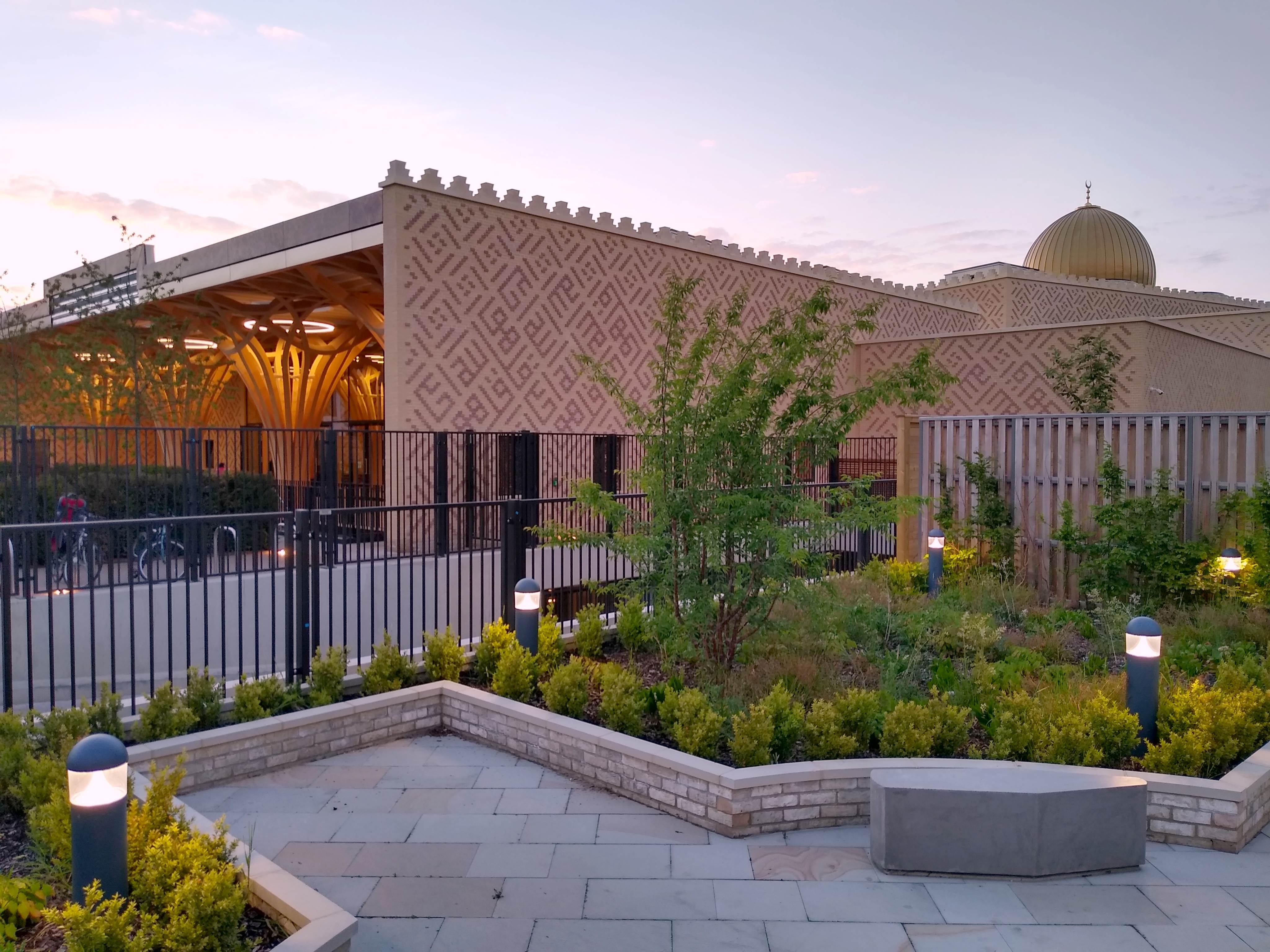
المنظر من شارع ميل
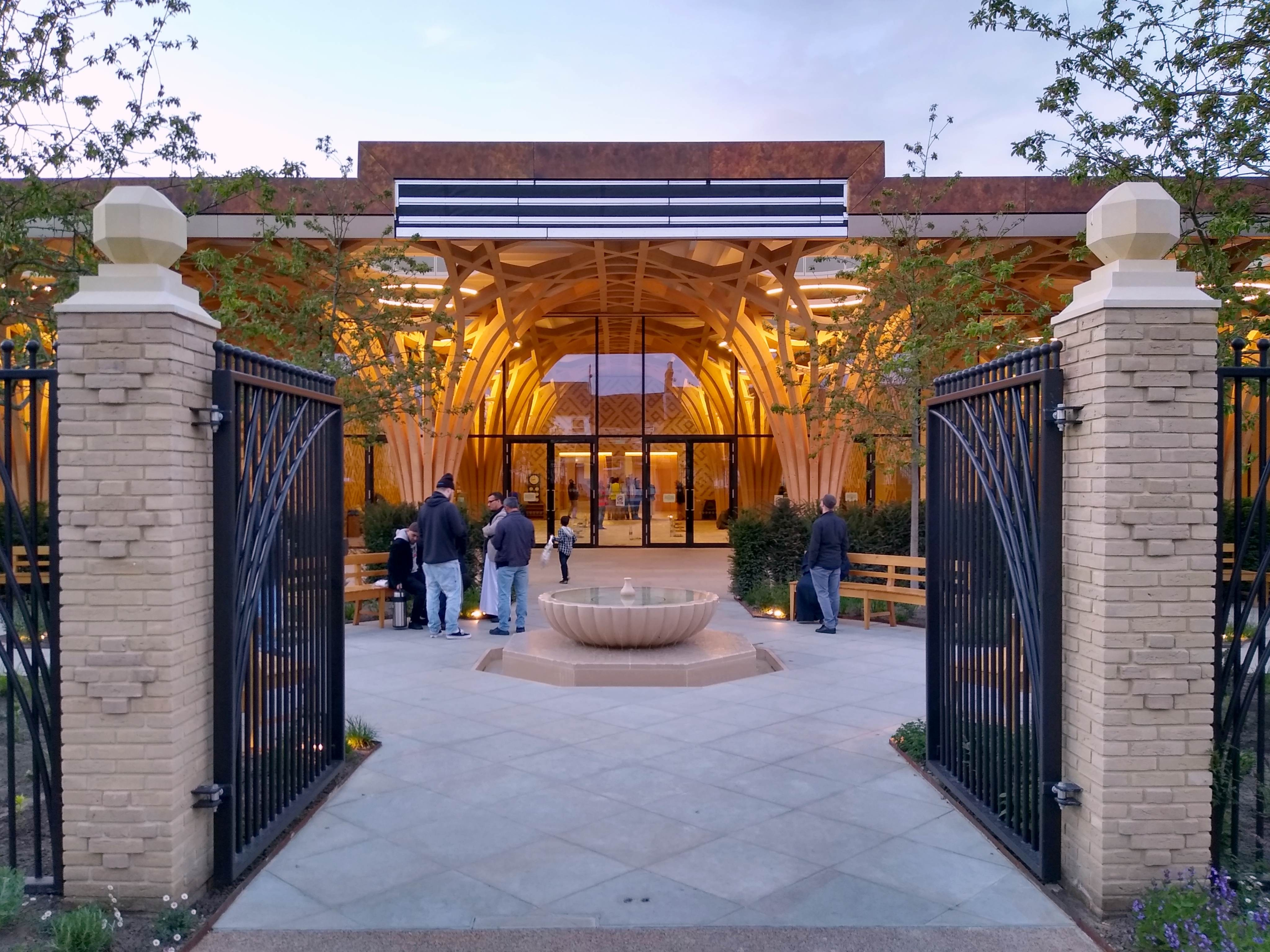
بوابة وحديقة المسجد
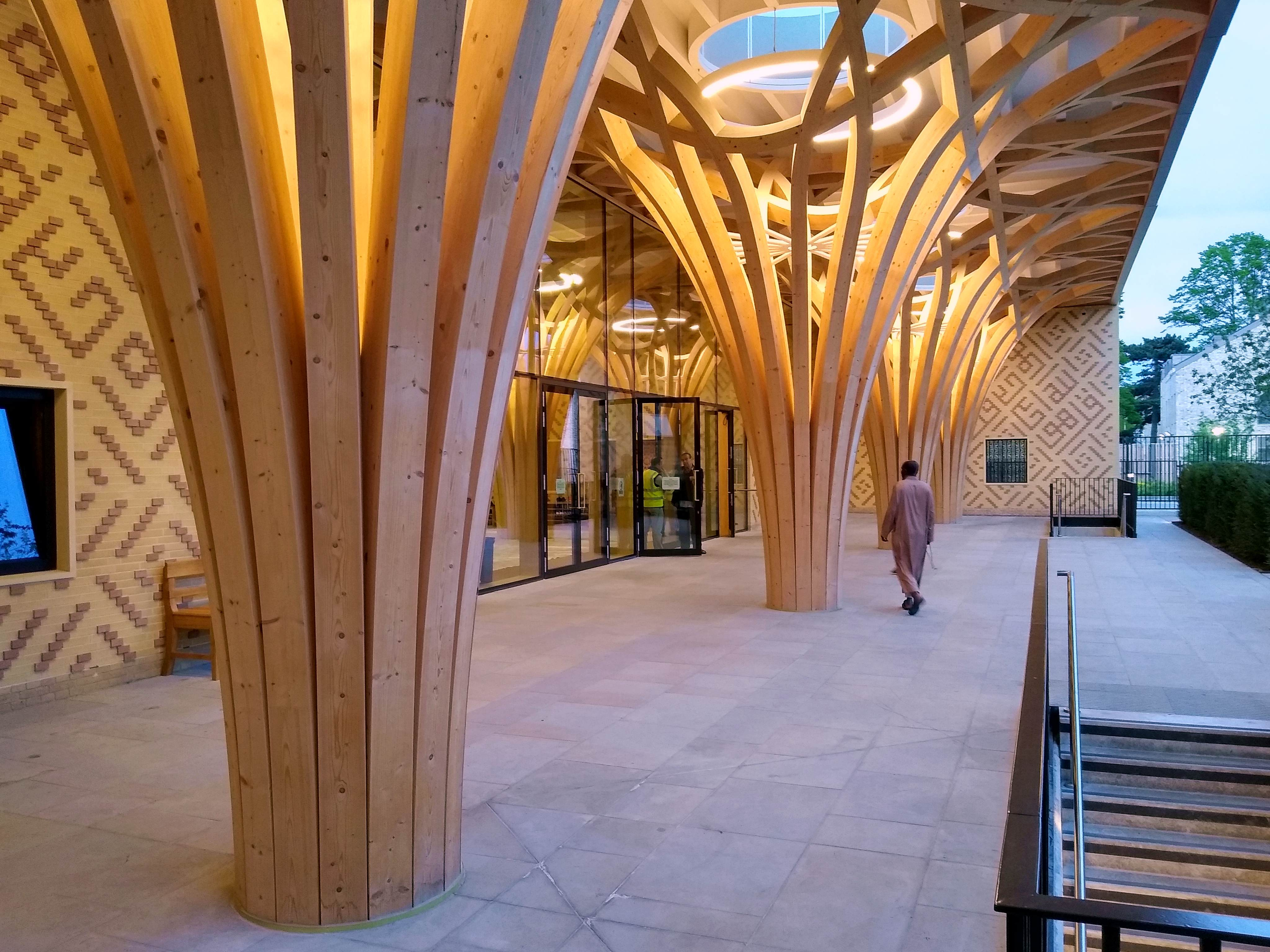
البورتيكو
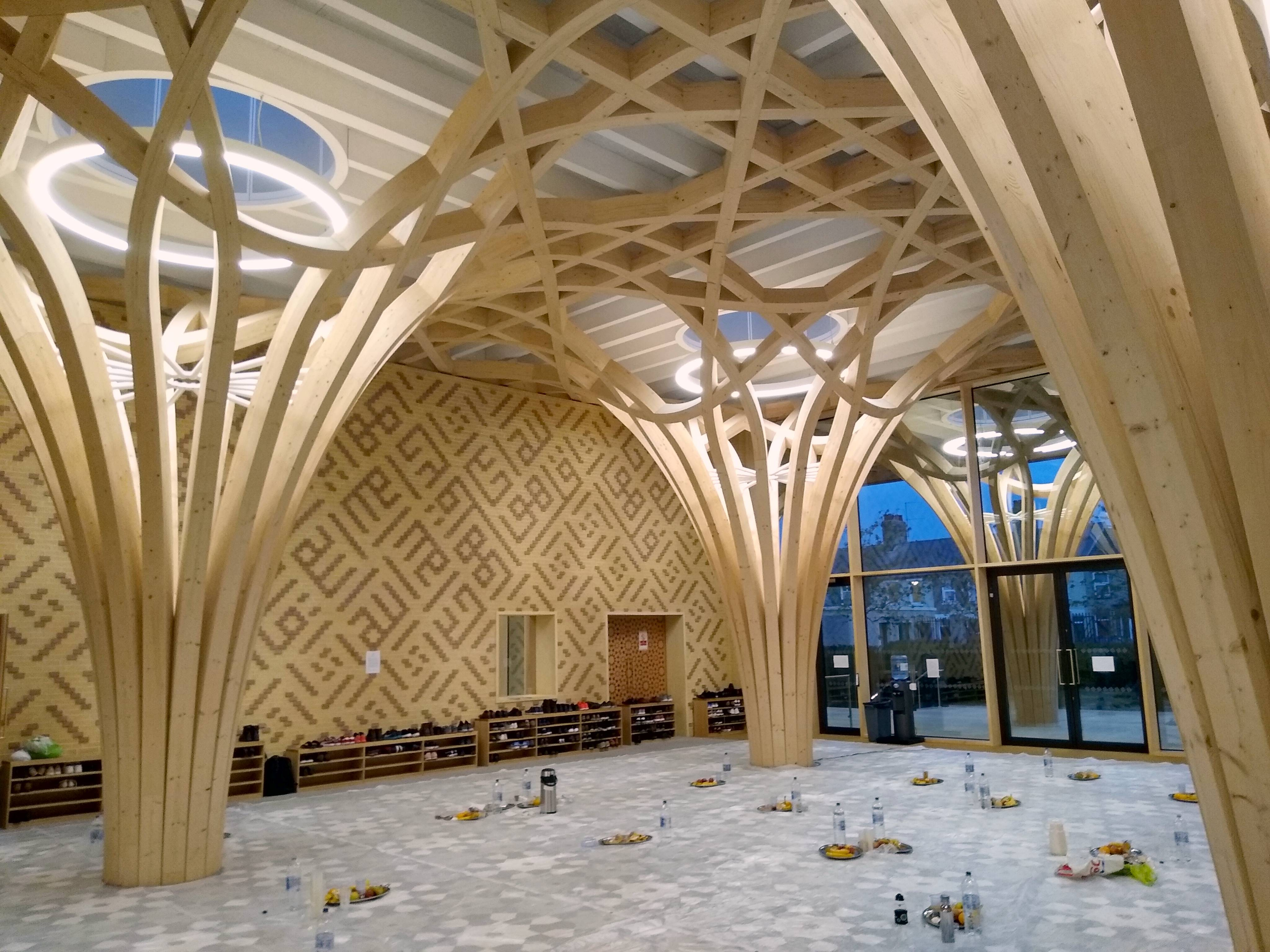
الأتريوم
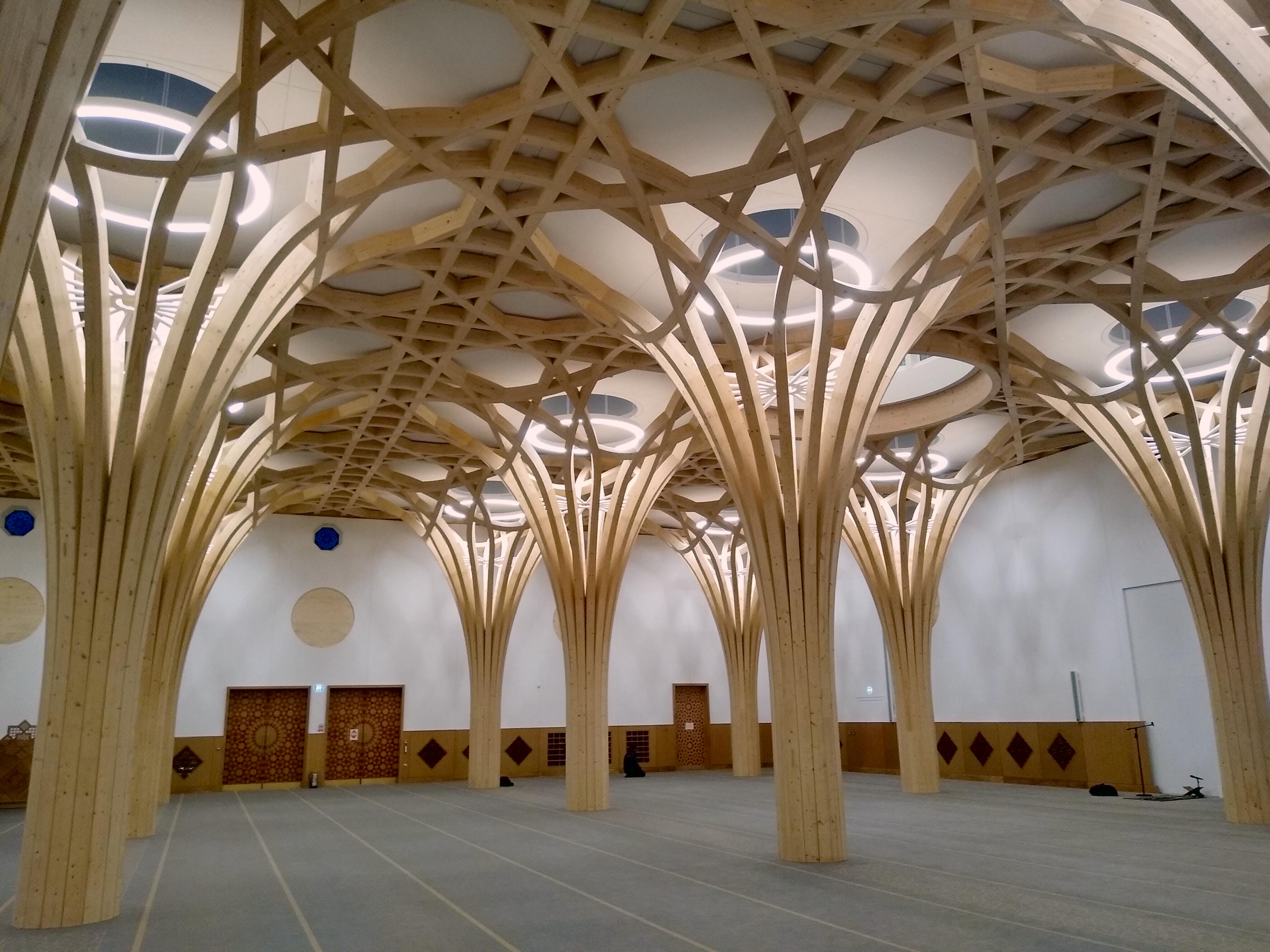
قاعة الصلاة
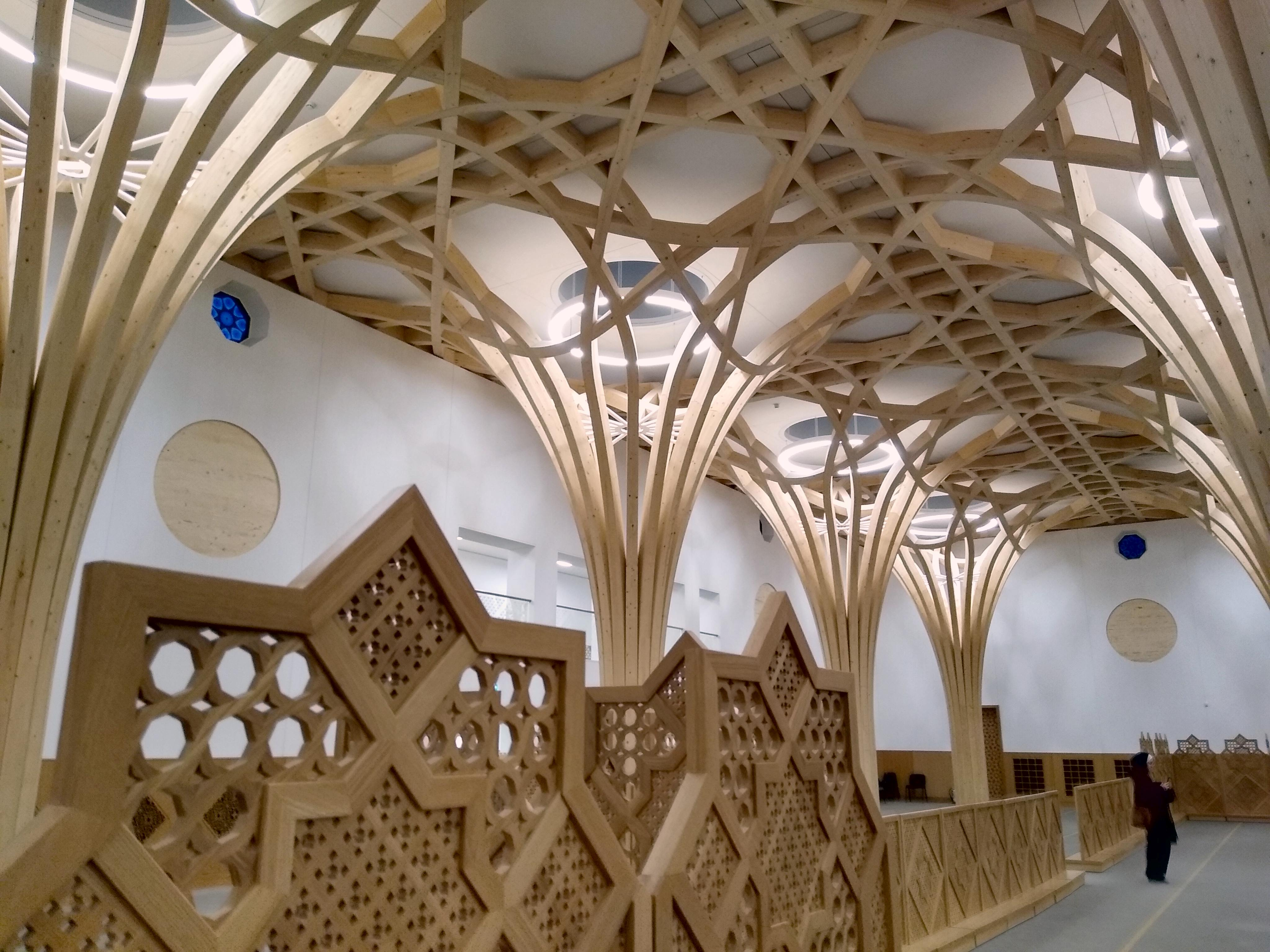
قاعة الصلاة

## روابط خارجية
- مسجد كامبريدج المركزي
- كامبردج للفنون الإسلامية - مشروع شقيق لمساعدة أول مسجد بيئي في أوروبا!
- كلية كامبريدج المسلمة